# سيباستيان سيشل
سيباستيان سيشل هو سياسي تشيلي ولد في 30 يوليو 1977.